# 江陵競速滑冰館
江陵競速滑冰館（韓語：강릉 스피드 스케이팅 경기장）是位於韓國的競速滑冰場館，2018年冬季奧林匹克運動會競速滑冰比賽於此舉行。競速滑冰館興建計畫開始於2013年9月。場館由400公尺雙軌滑冰場組成，有8000個座位。原計畫興建於江陵科學園區，但因當地廠商遷移，空間有限，該興建江陵奧林匹克公園裡，在江陵冰球中心和江陵冰上運動場附近。
2014年10月29日動土。2017年1月滑冰場交付，2月迎接首場賽事2017年世界單程距離競速滑冰錦標賽。